# Zanomys aquilonia
Zanomys aquilonia är en spindelart som beskrevs av John Henry Leech 1972. Zanomys aquilonia ingår i släktet Zanomys och familjen mörkerspindlar. Inga underarter finns listade i Catalogue of Life.